# Karl Blodig
Karl Blodig (* 16. Oktober 1859 in Wien; † 7. September 1956 in Bregenz) war ein österreichischer Bergsteiger, Augenarzt und Publizist.

## Leben
Karl Blodig war der Sohn von Karl Blodig sen. (1820–1891), einem renommierten ordentlichen Universitätsprofessor für Augenheilkunde in Graz, und dessen Ehefrau Marie.
Am 31. Oktober 1882 wurde an der Universität Graz Blodig jun. durch Blodig sen. zum Doktor der gesamten Heilkunde promoviert.
Blodig zählte ab 1885, dem Jahr, in dem er in Bregenz augenärztlich wie allgemeinmedizinisch zu ordinieren begann, bis 1925 zu den hervorragenden Bergsteigerpersönlichkeiten. Er war 1911 der erste, der nach seiner eigenen, damals unumstrittenen Zählung der Gipfel alle Viertausender der Alpen bestiegen hatte, einige von ihnen als erster. Er berichtet hierüber in seinem Buch Die Viertausender der Alpen. Das 1923 erstmals erschienene Werk zählt zu den Klassikern alpinen Schrifttums. 1928 gelangen ihm (mit 69 Lebensjahren) noch zwei Erstbesteigungen.
Auf seinen Touren wurde er teilweise von seinem Bergkameraden, dem englischen Landschaftsmaler E. T. Compton, begleitet.
Blodig kam 1885 nach Vorarlberg und wirkte über Jahrzehnte in Bregenz als Augenarzt.
Siehe auch: Drusenfluh

## Publikationen
- —, L(udwig) Purtscheller: Aus den Bergen der Maurienne und der Tartentaise (Teil 1/2). In: Zeitschrift des Deutschen Alpenvereins / Zeitschrift des Deutschen und (des) Österreichischen Alpenvereins, Jahrgang 1895, (XXVI. Jahrgang), S. 68–119. (online bei ANNO).
  - —, —: — (Teil 2/2). In: Zeitschrift des Deutschen Alpenvereins / Zeitschrift des Deutschen und (des) Österreichischen Alpenvereins, Jahrgang 1896, (XXVII. Jahrgang), S. 171–211. (online bei ANNO).
- Aus dem Fervall. In: Zeitschrift des Deutschen Alpenvereins / Zeitschrift des Deutschen und (des) Österreichischen Alpenvereins, Jahrgang 1899, (XXX. Jahrgang), S. 259–277. (online bei ANNO).
- Wanderungen im Rhätikon (Teil 1/2). In: Zeitschrift des Deutschen Alpenvereins / Zeitschrift des Deutschen und (des) Österreichischen Alpenvereins, Jahrgang 1900, (XXXI. Jahrgang), S. 280–299. (online bei ANNO).
  - — (Teil 2/2). In: Zeitschrift des Deutschen Alpenvereins / Zeitschrift des Deutschen und (des) Österreichischen Alpenvereins, Jahrgang 1901, (XXXII. Jahrgang), S. 268–297. (online bei ANNO).
- Zwischen der Saaser- und Mattervisp (Teil 1/3). In: Zeitschrift des Deutschen Alpenvereins / Zeitschrift des Deutschen und (des) Österreichischen Alpenvereins, Jahrgang 1903, (XXXIV. Jahrgang), S. 212–236. (online bei ANNO).
  - — (Teil 2/3). In: Zeitschrift des Deutschen Alpenvereins / Zeitschrift des Deutschen und (des) Österreichischen Alpenvereins, Jahrgang 1904, (XXXV. Jahrgang), S. 172–206. (online bei ANNO).
  - — (Teil 3/3). In: Zeitschrift des Deutschen Alpenvereins / Zeitschrift des Deutschen und (des) Österreichischen Alpenvereins, Jahrgang 1905, (XXXVI. Jahrgang), S. 195–201. (online bei ANNO).
- Aus den Bergen des Klostertals. In: Zeitschrift des Deutschen Alpenvereins / Zeitschrift des Deutschen und (des) Österreichischen Alpenvereins, Jahrgang 1905, (XXXVI. Jahrgang), S. 236–269. (online bei ANNO).
- Das Bregenzerwaldgebirge. In: Zeitschrift des Deutschen Alpenvereins / Zeitschrift des Deutschen und (des) Österreichischen Alpenvereins, Jahrgang 1907, (XXXVIII. Jahrgang), S. 159–193. (online bei ANNO).
- Aus der Firnwelt des Montblanc. In: Zeitschrift des Deutschen Alpenvereins / Zeitschrift des Deutschen und (des) Österreichischen Alpenvereins, Jahrgang 1908, (XXXIX. Jahrgang), S. 210–233. (online bei ANNO).
- Aus der Firnwelt des Montblanc. In: Zeitschrift des Deutschen Alpenvereins / Zeitschrift des Deutschen und (des) Österreichischen Alpenvereins, Jahrgang 1909, (XL. Jahrgang), S. 145–176. (online bei ANNO).
- Aus dem Gebiet der Tübinger Hütte (Garneratal, Vorarlberg). In: Zeitschrift des Deutschen Alpenvereins / Zeitschrift des Deutschen und (des) Österreichischen Alpenvereins, Jahrgang 1910, (XLI. Jahrgang), S. 183–201. (online bei ANNO).
- Die Bergwelt des Cromertales (Gebiet der Saarbrücker Hütte). In: Zeitschrift des Deutschen Alpenvereins / Zeitschrift des Deutschen und (des) Österreichischen Alpenvereins, Jahrgang 1912, (XLIII. Jahrgang), S. 199–217. (online bei ANNO).
- Aus der Silvrettagruppe (Madlenerhaus und Wiesbadener Hütte). In: Zeitschrift des Deutschen Alpenvereins / Zeitschrift des Deutschen und (des) Österreichischen Alpenvereins, Jahrgang 1914, (XLV. Jahrgang), S. 288–314. (online bei ANNO).
- Aus der Silvrettagruppe. (Die Berge um Madlener-Haus und Wiesbadenerhütte). In: Zeitschrift des Deutschen Alpenvereins / Zeitschrift des Deutschen und (des) Österreichischen Alpenvereins, Jahrgang 1921, (LII. Jahrgang), S. 91–112. (online bei ANNO).
- Franz Nieberl, —: Das Gehen auf Eis und Schnee. (Erste Auflage). Rother, München 1923, OBV. (Zweite Auflage 1927).
- Die Viertausender der Alpen. Bergverlag Rudolf Rother, München 1923, OBV.
  - —, Helmut Dumler (1940–2010): Die Viertausender der Alpen. 3., völlig neu bearbeitete Auflage. Bergverlag Rudolf Rother, München 1978, ISBN 3-7633-7429-9.
  - —, Helmut Dumler, Willi P. Burkhardt (Ill.): Die Viertausender der Alpen. Völlig neubearbeitete und neubebilderte Auflage. Bergverlag Rudolf Rother, München 1989, ISBN 3-7633-7427-2.
- Bilder aus Vorarlberg und Liechtenstein, s. l., s. a., OBV.
- Durch’s Montafon. Mit Karte aus Gerster’s Handkarte von Vorarlberg 1:175.000, J. N. Teutsch, Bregenz s. a., OBV.
- Vorarlberg, das österreichische Rheinland. Ein Führer durch die Sommerfrischen Wintersportplätze, Berge und Täler des Landes. Landesverband für Fremdenverkehr in Vorarlberg, Bregenz 1928, OBV.
- Die neue Heilbronner Hütte. In: Zeitschrift des Deutschen Alpenvereins / Zeitschrift des Deutschen und (des) Österreichischen Alpenvereins, Jahrgang 1928, (LIX. Jahrgang), S. 212–228. (online bei ANNO).
- Grande Rocheuse und Aiguille du Jardin. In: Zeitschrift des Deutschen Alpenvereins / Zeitschrift des Deutschen und (des) Österreichischen Alpenvereins, Jahrgang 1933, (LXIV. Jahrgang), S. 92–104. (online bei ANNO).
- Karl Schmidt, — (Geleitwort): Ausrüstungs-Ratgeber für Wanderer, Bergsteiger, Schneeläufer und Faltbootfahrer. Mit kurzen Angaben über das wichtigste, einschlägige Schriftum. Müller, München 1935, OBV.
- Bücher und Zeitschriften. In: Vorarlberger Tagblatt, Nr. 24/1938 (XXI. Jahrgang), 31. Jänner 1938, S. 2, unten links. (online bei ANNO).

## Auszeichnungen, Ehrungen, Preise
1917: Goldenes Verdienstkreuz mit der Krone am Bande der Tapferkeitsmedaille